# عمر إل بعد
عمر إل بعد (بالهولندية: Omar El Baad)‏ هو لاعب كرة قدم هولندي في مركز الدفاع، ولد في 1 فبراير 1996 في لاهاي في هولندا. لعب مع نادي كامبور.

## وصلات خارجية
- عمر إل بعد على موقع قاعدة بيانات كرة القدم.إي يو (الإنجليزية)
- عمر إل بعد على موقع Soccerway.com (الإنجليزية)
- عمر إل بعد على موقع عالم كرة القدم.نت (الإنجليزية)